# 阇槃之战
阇槃之战或毘闍耶之战（英语：Battle of Vijaya，有时也译作“毗奢耶战役”）是1377年大越对占婆王国首都毘闍耶的围攻战役。 越南军队被击败，大越皇帝陈睿宗在战斗中死亡。

## 后果
陈睿宗的去世是陈朝和大越的转折点。占婆国王从北面进攻，成功攻占了大越首都河内。